# Præsidentvalget i Frankrig 1995
Frankrigs præsidentvalg 1995 afholdtes 23. april og 7. maj 1995.

## Kandidater
|  | Kandidat til det franske præsidentvalg i 1995 | Partiet                          | Resultatet i første runde af 1995-præsidentvalget | Resultatet i anden runde af 1995-præsidentvalget |
|  | --------------------------------------------- | -------------------------------- | ------------------------------------------------- | ------------------------------------------------ |
|  | Lionel Jospin                                 | Parti Socialiste                 | 23,30%                                            | 47,36%                                           |
|  | Jacques Chirac                                | Rassemblement pour la République | 20,84%                                            | 52,64%                                           |
|  | Edouard Balladur                              | Rassemblement pour la République | 18,58%                                            |                                                  |
|  | Jean-Marie Le Pen                             | Front National                   | 15,00%                                            |                                                  |
|  | Robert Hue                                    | Parti communiste français        | 8,64 %                                            |                                                  |
|  | Arlette Laguiller                             | Lutte ouvrière                   | 5,30%                                             |                                                  |
|  | Philippe de Villiers                          | Mouvement pour la France         | 4,74 %                                            |                                                  |
|  | Dominique Voynet                              | Les Verts                        | 3,32 %                                            |                                                  |
|  | Jacques Cheminade                             | Parti ouvrier européen           | 0,28 %                                            |                                                  |